# Maciej Wiesner
Maciej Tadeusz Wiesner (ur. 6 kwietnia 1965 w Ostrowie Wielkopolskim) – polski fizyk, doktor habilitowany nauk fizycznych, nauczyciel akademicki Uniwersytetu im. Adama Mickiewicza w Poznaniu.

## Życiorys
Studia z fizyki ukończył na poznańskim UAM w 1989, gdzie następnie został zatrudniony. Stopień doktorski uzyskał w 1994 na podstawie pracy pt. Relaksacja dielektryczna w krysztale Cd2Nb2O7 w przedziale temperatur od 4.7 K do 300 K (promotorem był prof. Wojciech Nawrocik). Habilitował się w 2011 z zakresu fizyki na podstawie oceny dorobku naukowego i rozprawy o tytule Ferroelastic Crystals and Their Nonlinear Elastic Properties Observed in Frequency Range from Gigahertz to Milihertz. Odbył też szereg zagranicznych wizyt naukowych, m.in. w rosyjskim Joint Institute for Nuclear Research w Dubnej, brytyjskim Rutherford Appleton Laboratory, szwedzkim Uniwersytecie Technologicznym Chalmers w Göteborgu oraz w fińskim O.V.Lounasma Laboratory Aalto University Technicznego Uniwersytetu w Helsińskach. Stypendysta Programu Fulbrighta.
Pracuje jako adiunkt w Zakładzie Fizyki Kryształów Wydziału Fizyki UAM. Na macierzystym wydziale prowadzi zajęcia z nanolitografii, metod badań nanostruktur oraz materiałów w nanoelektronice. Ponadto jest kierownikiem Laboratorium Mikroskopii Sił Atomowych poznańskiego Centrum NanoBioMedycznego. W pracy badawczej zajmuje się nanoelektroniką, rezonatorami nanoelektromechanicznymi, transportem elektronów na grafenie oraz izolatorami topologicznymi.
Swoje prace publikował m.in. w „Ferroelectrics" oraz w „Physical Review B". Jest członkiem Polskiego Towarzystwa Fizycznego.
Jest synem Tadeusza i Marty Wiesnerów. Żonaty z Jolantą, ma córkę Annę.